# Wesoła (Basses-Carpates)
Pour les articles homonymes, voir Wesoła (homonymie).
Wesoła est une localité polonaise de la gmina de Nozdrzec, située dans le powiat de Brzozów en voïvodie des Basses-Carpates.